# Gerd Krämer (Politiker, 1951)
Gerd Krämer (* 1951; † 2022) war ein deutscher Politiker (parteilos). Er war von 2002 bis 2015 Landrat des schleswig-holsteinischen Kreises Herzogtum Lauenburg. 

## Leben
Nach einer Verwaltungsausbildung arbeitete er zunächst als Beamter beim Bundesgrenzschutz. 1990 wurde er Hauptamtsleiter der Stadt Lauenburg/Elbe, 1992 Bürgermeister der Stadt Schwarzenbek. Am 27. Februar 2002 gewann Krämer als parteiloser Kandidat von CDU und FDP die erste Direktwahl eines Landrates im Kreis Herzogtum Lauenburg und wurde Nachfolger von Günter Kröpelin, der 27 Jahre lang die Kreisverwaltung geleitet hatte. Nachdem durch eine Gesetzesänderung die Direktwahl des Landrates im Jahre 2009 abgeschafft wurde, wurde Krämer am 10. Dezember 2009 vom Kreistag des Herzogtums Lauenburg erneut zum Landrat gewählt. Er war ab September 2013 dienstunfähig und wurde durch Norbert Brackmann vertreten. 2015 wurde Christoph Mager (CDU) vorzeitig zu seinem Nachfolger gewählt.
Krämer war Mitglied des Aufsichtsrates der E.ON Hanse AG.